# Manuel Martín de la Portilla
Manuel Martín de la Portilla (Cazalla de la Sierra 1892-Cazalla de la Sierra 1950) fue un político español, miembro del Partido Liberal primero y posteriormente del Partido Republicano Radical y Unión Republicana. Fue alcalde de la localidad de Cazalla de la Sierra en tres ocasiones entre 1919 y 1936. Tras la guerra civil fue represaliado por el régimen franquista.

## Trayectoria
Procedente de una familia acomodada de Cazalla, su padre Manuel Martín Visiedo había sido alcalde de la localidad en 1902. Inició su actividad política bastante joven puesto que en 1918 era elegido primer teniente de alcalde de la localidad dentro de la lista del Partido Liberal. Asumió el cargo de alcalde, a principios del año siguiente, por abandono por motivos personales del anterior regidor, Ángel Lorenzo Sosa. No permaneció demasiado tiempo en su primer paso por este puesto, ya que en enero de 1920 tenía que dimitir por enfermedad, por haber ingerido agua infectada durante una cacería que le mantuvo en cama un amplio tiempo. Tras este evento, abandonó la política activa para emprender diversas actividades como empresario desde la fabricación de anís, la explotación de un molino de aceite, industria del corcho e incluso la actividad minera en la dehesa de El Pintado.
Tras la muerte de Pedro Rodríguez de la Borbolla en 1922, líder del partido Liberal en Sevilla, pasó un año después al Partido Republicano Radical que en Andalucía estaba liderado por  el emergente político sevillano Diego Martínez Barrio. De esa época, se conoce también su iniciación en la masonería, en la que permaneció hasta 1935.
Tras el intervalo suspensivo de la dictadura de Primo de Rivera, volvió a la política activa en las elecciones municipales del 12 de marzo de 1931 en las que con el Partido Radical, resultó elegido concejal del Ayuntamiento de Cazalla. En abril de 1931, tras la entrada de la Segunda República, fue nombrado alcalde de la localidad, por segunda vez y algunos días después diputado provincial de la comisión gestora de la Diputación Provincial de Sevilla. En 1934, se produjo la destitución formal del Ayuntamiento y su sustitución por una Comisión Gestora, con lo que Manuel Martín salió del ayuntamiento.
Tras las elecciones de febrero de 1936, resultó nuevamente elegido alcalde Manuel Martín integrado en Unión Republicana. Uno de los últimos asuntos en los que intervino como miembro de la corporación fue su participación junto a los alcaldes de Carmona, Écija y Sanlúcar la Mayor en la reunión celebrada el 7 de julio de 1936 en la Diputación de Sevilla, con la presencia de Blas Infante, para designar la Junta Ejecutiva que debería elaborar el proyecto de Estatuto de Autonomía de Andalucía, que se iba a presentar en las Cortes. Con el golpe militar del 18 de julio permaneció en su municipio hasta el día 12 de agosto en que ante la inminente entrada del ejército sublevado, huyó hasta llegar a zona republicana, donde permaneció el resto de la guerra, ocupando entre otras labores la de delegado de la Confederación Hidrográfica del Guadalquivir en la población de Úbeda. Formó también parte del ejército republicano como delegado político, dada su edad. 
Al finalizar el conflicto bélico, quedó detenido en el campo de concentración de Benalúa en Granada y de allí fue remitido a la cárcel del partido de Cazalla de la Sierra y la cárcel provincial de Sevilla. Fue sometido a consejo de guerra que le condenó a 30 años de reclusión mayor en 1943. Posteriormente, ese mismo año, su causa se trasladó al Juzgado Militar nº1 del Tribunal Especial para la Represión de la Masonería y el Comunismo en Madrid que lo condenó a la pena de muerte por "adhesión a la rebelión", que le fue conmutada en 1945. En 1946 se le concedió la libertad condicional con destierro a más de 100 kilómetros de Cazalla y en noviembre de 1949 se le autorizaba para que cambiase su residencia a Cazalla donde pudo reunirse con sus familiares. Falleció en mayo de 1950.